# Balaiseaux
Balaiseaux ist eine französische Gemeinde im Département Jura in der Region Bourgogne-Franche-Comté. Sie gehört zum Arrondissement Dole und zum Kanton Tavaux. 

## Geographie
In Balaiseaux befinden sich mehrere kleine Seen wie der Étang Servatte, der Étang Neuf, der Étang de Lavalle und der Étang de la Charme. Die Nachbargemeinden sind Rahon im Nordosten, Le Deschaux im Südosten, Gatey im Südwesten und Saint-Baraing im Nordwesten.

## Bevölkerungsentwicklung
| Jahr                       | 1962 | 1968 | 1975 | 1982 | 1990 | 1999 | 2008 | 2017 |
| Einwohner                  | 196  | 180  | 135  | 179  | 211  | 188  | 258  | 309  |
| Quellen: Cassini und INSEE |      |      |      |      |      |      |      |      |

|  |  |